# Distancia (película)
Distancia (estilizado D I S T A N C I A) es un cortometraje web peruano estrenado en el año 2020, dirigido por el actor juvenil Samuel Sunderland, quién a la par protagoniza junto a Adriana Campos-Salazar.

## Sinopsis
Cuenta la historia de Cristóbal (Samuel Sunderland), un adolescente que cursa el quinto año de secundaria, quién conversaba por llamada telefónica con su enamorada (Adriana Campos-Salazar) para salir a comer y pasear por la calle, cosa que no se cumplió con la llegada del COVID-19 al Perú.
Tras la confirmación de la cuarentena nacional, Cristóbal volvió a conversar con su enamorada, para hablar sobre sus pasatiempos y clases virtuales que dejan en el colegio, incluyendo las tareas escolares.
Después de 3 meses de alejamiento, ambos finalmente los enamorados se reencontraron.

## Elenco
- Samuel Sunderland como Cristóbal.[1]
- Adriana Campos-Salazar como la enamorada de Cristóbal.

## Producción
Este proyecto marca el debut de Samuel Sunderland como director de cine y a la vez, el regreso de la joven artista peruana Adriana Campos-Salazar a la actuación después de tres años, previo a su participación en la serie televisiva De vuelta al barrio.
La película comenzó a producir desde marzo de 2020 y se realizó virtualmente con las voces de los actores protagonistas, ya que el entonces presidente Martín Vizcarra promulgó la cuarentena nacional por el primer caso de COVID-19, caso que impidió a grabarse presencialmente el film. Mientras que las escenas de la película se grabaron a través de un recorrido vehicular por las calles de la capital peruana Lima, especialmente en la Vía Expresa de la avenida Paseo de la República, donde se muestra un paisaje vacío.[cita requerida]

## Recepción
El cortometraje se estrenó el 29 de agosto de 2020, a través de la plataforma YouTube.